# Sceptridium australe
Sceptridium australe là một loài dương xỉ trong họ Ophioglossaceae. Loài này được Lyon mô tả khoa học đầu tiên năm 1905.
Danh pháp khoa học của loài này chưa được làm sáng tỏ. 